# Cataxia
Cataxia is een geslacht van spinnen uit de  familie van de Idiopidae (Valdeurspinnen).

## Soorten
- Cataxia babindaensis Main, 1969
- Cataxia barrettae Rix, Bain, Main & Harvey, 2017
- Cataxia bolganupensis (Main, 1985)
- Cataxia colesi Rix, Bain, Main & Harvey, 2017
- Cataxia cunicularius (Main, 1983)
- Cataxia dietrichae Main, 1985
- Cataxia eungellaensis Main, 1969
- Cataxia maculata Rainbow, 1914
- Cataxia melindae Rix, Bain, Main & Harvey, 2017
- Cataxia pallida (Rainbow & Pulleine, 1918)
- Cataxia pulleinei (Rainbow, 1914)
- Cataxia sandsorum Rix, Bain, Main & Harvey, 2017
- Cataxia spinipectoris Main, 1969
- Cataxia stirlingi (Main, 1985)
- Cataxia victoriae (Main, 1985)